# Cratogeomys castanops
La tuza mexicana (Cratogeomys castanops) es una especie de roedor de la familia de los geómidos. Habita en pastizales del suroeste de los Estados Unidos y del norte de México.
Machos y hembras adultos miden entre 14 a 21 cm de longitud cabeza-cuerpo; la cola desde 5 hasta 10 cm. El pelaje dorsal es una mezcla de pelos negros y canelas, mientras que la región ventral es parda con gris. La cola es casi desnuda con algunos pelos, con la punta desnuda. Los lados superiores de las patas son blancos. Algunas subespecies presentan manchas blancas distribuidas por todo el cuerpo.
Prefiere suelos arenosos suaves de áreas planas y márgenes de ríos donde construir su sistema de galerías subterráneas, que puede tener una longitud de hasta 76 m. Los montículos de tierra de sus galerías pueden alcanzar hasta 1 m de diámetro. Se alimenta de raíces de plantas suculentas y de hierbas y matorrales. Parece que tiene dos períodos de reproducción al año: uno en invierno y otro en verano.
Se distribuye en el norte de la Altiplanicie Mexicana, desde el norte de los estados de San Luis Potosí, Zacatecas y Durango, en las márgenes del río Bravo, hasta el sur de Kansas y Colorado, en Estados Unidos.
Se reconocen 18 subespecies (15 de ellas se encuentran en México).